# Polynema eurydice
Polynema eurydice är en stekelart som först beskrevs av Debauche 1949.  Polynema eurydice ingår i släktet Polynema och familjen dvärgsteklar. Inga underarter finns listade i Catalogue of Life.